# Плюхина (Заводоуковський міський округ)
Плю́хина (рос. Плюхина) — присілок у складі Заводоуковського міського округу Тюменської області, Росія.
Населення — 60 осіб (2010, 72 у 2002).
Національний склад станом на 2002 рік:
- росіяни — 74 %